# Escrivania

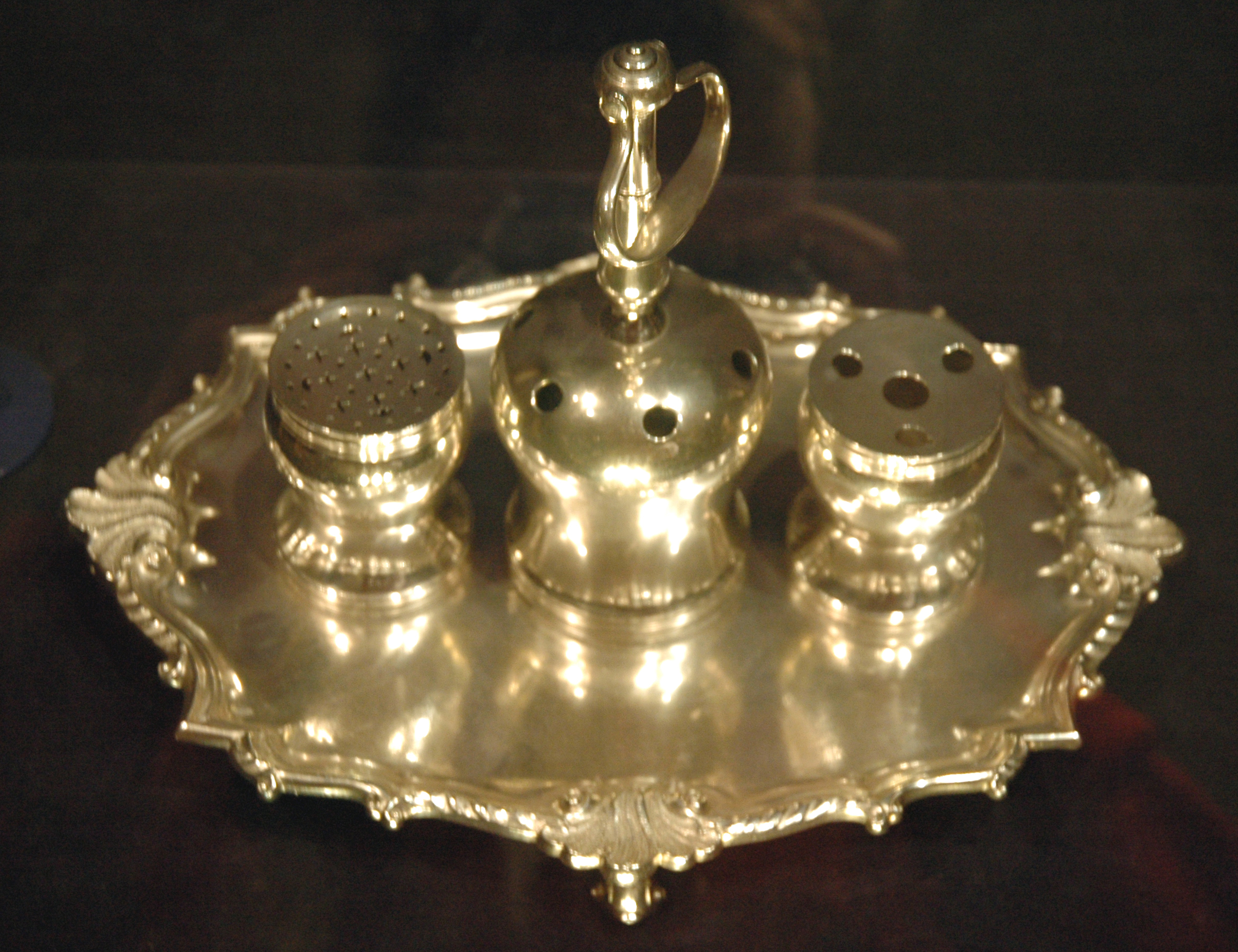
Escrivania metàl·lica

Una escrivania és un objecte d'escriptori o per extensió l'escriptori mateix, que servia per a col·locar un conjunt d'elements d'escriptura que es disposaven sobre la taula de despatx o escriptori. Molts dels articles d'escriptori que en formen part ja s'esmenten a l'antiga Roma. Una escrivania completa consta de tinter, ploma, sorrera (got amb sorra absorbent per a assecar l'escrit) i ganivet o tallapapers petit. Tot això es col·loca sobre un platet o safata.

## Variacions
Al Museu de Nàpols hi ha uns destacats tinters romans (atramentarium) cilíndrics i poligonals, de bronze i amb incrustacions de plata que produeixen sobre el fons dibuixos i figures artístiques. També es troben llargues plomes de bronze amb una forma semblant a les actuals i nombrosos estils (stilum) d'os o ivori i de bronze o ferro (graphium). Aquests estils són molt freqüents en les col·leccions d'objectes romans antics i en alguns dels es poden observar anelles i plaquetes gravades que servien per segellar cartes i documents sense que poguessin tenir una altra funció donada l'estretor i la forma de l'anella.
També s'anomena escrivania el lloc on actua un professional (escrivà) que té la funció de donar fe pública. Una funció pensada per garantir la seguretat jurídica que presenta variacions entre els diferents països i cultures i que ha anat evolucionant amb el pas del temps.

## Elements
- Tinter
- ploma estilogràfica
- sorra assecant
- timbre elèctric
- obrecartes